# Aadma
Aadma (Duits: Ahdma) is een plaats in de Estlandse gemeente Hiiumaa in de gelijknamige provincie. De plaats heeft de status van dorp (Estisch: küla).
Tot in oktober 2017 behoorde het dorp tot de gemeente Käina. In die maand werden de vier gemeenten van de provincie Hiiumaa samengevoegd tot één gemeente Hiiumaa.

## Bevolking
Het dorp had 29 inwoners op 31 december 2011 en 19 inwoners op 31 december 2021.

## Geschiedenis
Aadma werd voor het eerst genoemd in 1565 onder de naam Adama. De plaats viel onder het landgoed van Putkaste. In 1797 ontstond een zelfstandig landgoed Aadma, dat nadat Estland in 1918 onafhankelijk was geworden, werd opgedeeld in kleine kavels. De laatste eigenaar tussen 1913 en 1919 was Gustav von der Pahlen.
Rond 1800 kreeg het landgoed een landhuis, een houten bouwwerk met één woonlaag. Het gebouw is verloren gegaan; alleen de resten van een schoorsteen zijn nog over.
In 1939 kreeg Aadma officieel de status van dorp.